# 15 m-es műsorszóró sáv
A 15 méteres műsorszóró sáv a rövidhullámú sávba tartózó, műsorszórásra használt rádiófrekvenciás tartomány. Műsorszórásra mindegyik ITU régiókban egységesen van kiosztva elsődleges és egyedüli jelleggel.

## A 15 méteres műsorszóró sávra vonatkozó nemzetközisávterv[2]
| ITU régió                               | ITU régió | ITU régió |
| 1                                       | 2         | 3         |
| --------------------------------------- | --------- | --------- |
| 18 900–19 020 - MŰSORSZÓRÁS 5.134 5.146 |           |           |

- 5.134 - Az 5900−5950 kHz, 7300−7350 kHz, 9400−9500 kHz, 11 600−11 650 kHz, 12 050−12 100 kHz, 13 570−13 600 kHz, 13 800−13 870 kHz, 15 600−15 800 kHz, 17 480−17 550 kHz és a 18 900−19 020 kHz frekvenciasávnak a műsorszóró szolgálat általi használata a 12. Cikkben lefektetett eljárás alkalmazásától függően lehetséges. Kívánatos, hogy az igazgatások ezekben a frekvenciasávokban tegyék lehetővé a digitális modulációjú adások bevezetését az 517. (Rev.WRC‑19) Határozat rendelkezéseinek megfelelően. (WRC‑19)
- 5.146 - Járulékos felosztás: azzal a feltétellel, hogy nem okoznak káros zavarást a műsorszóró szolgálatnak, a 9400−9500 kHz, 11 600−11 650 kHz, 12 050−12 100 kHz, 15 600−15 800 kHz, 17 480−17 550 kHz és a 18 900−19 020 kHz sáv frekvenciáit használhatják az állandóhelyű szolgálat azon állomásai, amelyek csak a telepítési helyük szerinti ország határain belül forgalmaznak. Kívánatos, hogy frekvenciáknak az állandóhelyű szolgálat részére történő használatakor az igazgatások a szükséges legkisebb teljesítményt használják, és legyenek tekintettel a frekvenciáknak arra a műsorszóró szolgálat általi évszaki használatára, amelyet a Rádiószabályzatnak megfelelően közzétesznek. (WRC‑07)

## A 15 méteres műsorszóró sávra vonatkozó magyarországisávterv[3]
| 18 900–19 020 kHz | 18 900–19 020 kHz | 18 900–19 020 kHz | 18 900–19 020 kHz             | 18 900–19 020 kHz         | 18 900–19 020 kHz              | 18 900–19 020 kHz                                                             | 18 900–19 020 kHz                                                  |
| ----------------- | ----------------- | ----------------- | ----------------------------- | ------------------------- | ------------------------------ | ----------------------------------------------------------------------------- | ------------------------------------------------------------------ |
| MŰSORSZÓRÁS       | 5.134             | P                 |                               |                           | Földfelszíni rádió-műsorszórás | RR 12. Cikk T/R 51-01                                                         | A sávban kizárólag elektronikus hírközlési szolgáltatás nyújtható. |
| MŰSORSZÓRÁS       | 5.134             | P                 | 1                             | K                         | RH analóg rádió-műsorszórás    | ITU-R BS.560-4, BS.639-0 MSZ EN 302 017, MSZ EN 303 345-2                     |                                                                    |
| MŰSORSZÓRÁS       | 5.134             | P                 | 1                             | K                         | RH digitális rádió-műsorszórás | ITU-R BS.1514-2, BS.1615-2 ETSI EN 302 245-2, MSZ EN 303 345-5 MSZ EN 302 245 |                                                                    |
|                   |                   | PN                |                               |                           | SRD                            |                                                                               | 3. melléklet 9.1. pont                                             |
| 3                 | K                 | PN                | Vasúti alkalmazások           | 3. melléklet 9.5.1. pont  |                                |                                                                               |                                                                    |
| 3                 | K                 | PN                | Rádiómeghatározó alkalmazások | 3. melléklet 9.7.1. pont  |                                |                                                                               |                                                                    |
| 3                 | K                 | PN                | Induktív alkalmazások         | 3. melléklet 9.10.1. pont |                                |                                                                               |                                                                    |

- Az A oszlop meghatározza az adott sávhoz rendelt egyes rádiószolgálatokat
- A B oszlop meghatározza a vonatkozó lábjegyzetet, a harmonizált katonai sávra
- A C oszlop meghatározza a polgári, a nem polgári vagy az együttes célú használatra történő felosztást. A polgári célú felosztást P, a nem polgári célút N és az együttes célút E jelöli.
- A D oszlop meghatározza az alkalmazás jellegét. Az elsődleges jelleget 1-es, a másodlagos jelleget 2-es, a harmadlagos jelleget 3-as szám jelöli.
- Az E oszlop meghatározza az alkalmazás használatbavételi lehetőségét. A kijelölt kategóriát K, a tervezett kategóriát T jelöli.
- Az F oszlop meghatározza az alkalmazás megnevezését.
- A G oszlop tartalmazza a vonatkozó nemzetközi és hazai dokumentumokra hivatkozásokat
- A H oszlop tartalmazza a frekvenciasávok használata során alkalmazandó további rádióspektrum-gazdálkodási követelményeket és jellemzőket, valamint sávhasználati feltételeket.

## A rövidhullámú műsorszóráshoz meghatározottadásmódok[4]
Az alkalmazott adásmód kétoldalsávos teljes vivőjű amplitúdómoduláció (AM-DSB).
| ITU                    | 1         | 2         | 3         |
| ---------------------- | --------- | --------- | --------- |
| Analóg hangcsatorna    | 10K0A3EGN | 10K0A3EGN | 10K0A3EGN |
| Digitális hangcsatorna | 10K0X7EXF | 10K0X7EXF | 10K0X7EXF |

Maximális átviteli sávszélességnek 10 kHz van kijelölve, viszont a csatornakiosztást 5 kHz-es lépésközzel határozták meg. Régebben keskenysávú hangátvitelt, 5K00A3EGN adásmódot használtak, mivel leginkább beszédalapú műsorokat sugároztak rövidhullámon. Ezzel a keskenysávú hangátvitellel napjainkban is lehet találkozni rövidhullámon.

## A 15 m-es sávon műsorszórásra kiosztott csatornák
| Csatorna | Frekvencia (kHz) | Frekvencia (kHz) | Frekvencia (kHz) |
| Csatorna | ITU 1            | ITU 2            | ITU 3            |
| -------- | ---------------- | ---------------- | ---------------- |
| 1        | 18905            | 18905            | 18905            |
| 2        | 18910            | 18910            | 18910            |
| 3        | 18915            | 18915            | 18915            |
| 4        | 18920            | 18920            | 18920            |
| 5        | 18925            | 18925            | 18925            |
| 6        | 18930            | 18930            | 18930            |
| 7        | 18935            | 18935            | 18935            |
| 8        | 18940            | 18940            | 18940            |
| 9        | 18945            | 18945            | 18945            |
| 10       | 18950            | 18950            | 18950            |
| 11       | 18955            | 18955            | 18955            |
| 12       | 18960            | 18960            | 18960            |
| 13       | 18965            | 18965            | 18965            |
| 14       | 18970            | 18970            | 18970            |
| 15       | 18975            | 18975            | 18975            |
| 16       | 18980            | 18980            | 18980            |
| 17       | 18985            | 18985            | 18985            |
| 18       | 18990            | 18990            | 18990            |
| 19       | 18995            | 18995            | 18995            |
| 20       | 19000            | 19000            | 19000            |
| 21       | 19005            | 19005            | 19005            |
| 22       | 19010            | 19010            | 19010            |
| 23       | 19015            | 19015            | 19015            |